# Pierwszy gabinet Alfreda Deakina
Pierwszy gabinet Alfreda Deakina – drugi w historii gabinet federalny Australii, urzędujący od 24 września 1903 do 27 kwietnia 1904. Na jego czele stał premier Alfred Deakin. Powstał na bazie gabinetu Edmunda Bartona po tym, jak sam Barton podał się do dymisji i zrezygnował z zasiadania w parlamencie, aby objąć funkcję sędziego Sądu Najwyższego. Był tworzony przez polityków związanych z Partią Protekcjonistyczną.
Gabinet przetrwał wybory przeprowadzone 16 grudnia 1903, w wyniku których protekcjoniści utracili pięć mandatów w Izbie Reprezentantów, ale dzięki poparciu Partii Pracy utrzymali się przy władzy. W kwietniu 1904 obie partie poróżniły się w sprawie przepisów dotyczących warunków zatrudnienia urzędników państwowych. Bez poparcia lewicy gabinet nie był w stanie funkcjonować i Deakin zmuszony był podać go do dymisji. Stery rządów przejął lider Partii Pracy, Chris Watson.

## Skład
| stanowisko                                     | członek gabinetu |
| ---------------------------------------------- | ---------------- |
| premier                                        | Alfred Deakin    |
| minister spraw zagranicznych                   | Alfred Deakin    |
| minister handlu i ceł                          | William Lyne     |
| minister skarbu                                | George Turner    |
| minister spraw wewnętrznych                    | John Forrest     |
| prokurator generalny                           | James Drake      |
| minister poczty                                | Philip Fysh      |
| minister obrony                                | Austin Chapman   |
| wiceprzewodniczący Federalnej Rady Wykonawczej | Thomas Playford  |